# Двадцать франков «Синяя»
Двадцать франков «Синяя» — французская банкнота выпущенная Банком Франции,
эскиз которой разработан 23 декабря 1870 и выпускалась Банком Франции с 12 января 1871 до 12 декабря 1874 года. В 1874 году её заменила новая банкнота. 2 января 1923 она перестает быть законным платежным средством.

## История
Появление банкноты можно связать с нехваткой денежных средств во время франко-прусской войны 1870 года. Временное правительство Франции объявило её законным платежным средством и банкнота обменивалась на золото. Однако уже в 1874 году выпуск банкноты был прекращён, а Банк Франции выпустил новую банкноту номиналом 20 франков.

## Описание
Авторами банкноты стали Камиль Шазаль и гравёр Шарль Моро. На аверсе банкноты изображена аллегорическая фигура, изображающая Банк Франции, женщина сидящая на троне и два символа, которые напоминают о наказании за подделку банкнот. Сверху надпись Банк Франции. На реверсе банкноты аллегорическая фигура изображающая Банк Франции, окруженная двумя выносками с текстом, но на этот раз на белом фоне. Эта банкнота не имеет водяных знаков и её было легко подделать. Размеры банкноты 148 мм х 98 мм.